# Paul Abel Mamba
Paul Abel Mamba Diatta (né le 5 décembre 1960 à Cabrousse) est un évêque catholique sénégalais. En 2012 il est nommé évêque du diocèse de Ziguinchor avant d'être nommé évêque du diocèse de Tambacounda depuis 2022.
Overleden 27 december 2024

## Biographie
Paul Abel Mamba est naît le 5 décembre 1960 à Cabrousse, en Casamence, dans le diocèse de Ziguinchor. Il étudie dans un premier temps au petit séminaire Saint Louis de Ziguinchor, puis au moyen séminaire Notre Dame de Ziguinchor. Il rentre ensuite au grand séminaire national Libermann à Sébikotane, à Dakar. Il est ordonné prêtre le 8 avril 1988 dans son village natal pour le diocèse de Ziguinchor. 
Après son ordination, il occupe plusieurs les fonctions. De 1988 à 1991, il est l'économe du petit séminaire Notre Dame de Ziguinchor. En 1991 il est envoyé en mission comme un prêtre fidei donum dans le diocèse de Tambacounda où il y restera jusqu'en 2006. 
En 1991 il devient directeur du petit séminaire de Tambacounda, fonction qu'il occupe jusqu'en 1993. À partir de 1993 il part faire des études de gestion, de comptabilité et d'informatique à l'Université catholique d'Afrique centrale au Cameroun. Après deux années d'études au Cameroun, il revient au Sénégal et devient en 1995, économe du diocèse de Tambacounda. Entre 2004 et 2006, il est l'économe de la Caritas diocésaine de Tambacounda. Il prend une année sabbatique au Centre Sèvres à Paris, de 2006 à 2007. Quand il revient au Sénégal en 2007, il devient vicaire de la paroisse des Martyrs de l'Ouganda de Colobane. 
En 2010, il est administrateur apostolique du diocèse de Ziguinchor,.

### Épiscopat
Le 25 janvier 2012, le pape Benoît XVI le nomme évêque ordinaire du diocèse de Ziguinchor. Il est ordonné évêque le 21 avril 2012 par l'archevêque métropolitain de Dakar, le Cardinal Théodore-Adrien Sarr. Les co-consécrateurs sont Jean-Noël Diouf, l'évêque de Tambacounda, et Jean-Pierre Bassène, évêque de Kolda.
Le 4 novembre 2021, le pape François le nomme évêque de Tambacounda,,.